# Lucio Veturio Filón
Lucio Veturio Filón (en latín, Lucius Veturius Philo) fue cónsul en el año 220 a. C., con Cayo Lutacio Cátulo, dos años antes del comienzo de la segunda guerra púnica. 
Los dos cónsules habrían, al parecer, avanzado hasta los Alpes, y habrían ganado a muchos pueblos para los romanos sin luchar, pero no tenemos datos de esta expedición. 
En el segundo año de la guerra púnica, 217 a. C.; Filón fue nombrado dictador con el fin de celebrar los comicios, y en el año 210 a. C. fue censor con Publio Licinio Craso Dives, y falleció mientras ocupaba este cargo.